# Jerry Heller
Gerald Elliot Heller (Cleveland, Ohio, 6 oktober 1940 – Thousand Oaks, 2 september 2016) was een Amerikaanse muziekmanager en zakenman.
Jerry Heller werd vooral bekend door zijn controversiële management van westcoasthiphopgroepen en -artiesten als N.W.A en Eazy-E. Hij organiseerde de eerste grote Amerikaanse tournees van Elton John en Pink Floyd, en fungeerde als manager van Journey, Marvin Gaye, Van Morrison, Eric Burdon, Crosby Stills & Nash, Ike & Tina Turner, Creedence Clearwater Revival, Otis Redding, The Who, REO Speedwagon, Black Sabbath, Humble Pie, Styx, the Grass Roots, the Standells en diverse anderen.
In 2006 verschenen zijn memoires, Ruthless: A Memoir, geschreven in samenwerking met Gil Reavill.